# 王晓玉
王晓玉（1942年—），汉族，美国华侨，企业家、政治人物，香港华美贸易公司总经理、广东顺德锡山家具有限公司总经理，第十、十一、十二届全国政协委员。妻子為演員劉曉慶。

## 生平
王晓玉的父亲王剑秋是黄埔武汉分校第七期毕业生，官至国民党少将，1949年退至台湾。但当时，年仅9岁的王晓玉并没有随父母去台湾，而是被遗留在了大陆。
2008年，当选第十一届全国政协委员，代表中华全国归国华侨联合会，分入第二十五组。并担任港澳台侨委员会专委。